# 梅塞德丝·佩雷斯
梅塞德丝·佩雷斯（西班牙語：Mercedes Pérez，1987年8月7日—），哥伦比亚女子举重运动员。她曾代表哥伦比亚参加2011年、2015年和2019年泛美运动会举重比赛，获得三枚金牌。她也曾参加2008年、2016年和2020年夏季奥运会。